# Centrale des Sept-Chutes
La centrale hydroélectrique des Sept-Chutes, sur la rivière Sainte-Anne (Beaupré), est une centrale au fil de l'eau appartenant à Hydro-Québec.

## Historique
La centrale hydroélectrique a été construite en 1916 et a été modernisée en 1999. Elle possède 4 turbines pour un rendement total de 22 MW. Le potentiel hydraulique s'élève 124,97 m. La centrale peut être visitée.

## Données techniques
- Barrage : type béton-gravité
- Turbine : 4 groupes de 5,2 MW chacun de type Francis
- Taille : largeur : 170 m ; hauteur : 20,9 m
- Hauteur de chute : 128 m
- Puissance installée : 20,8 MW
- Production annuelle : 108,58 GWh